# Grafisk betong

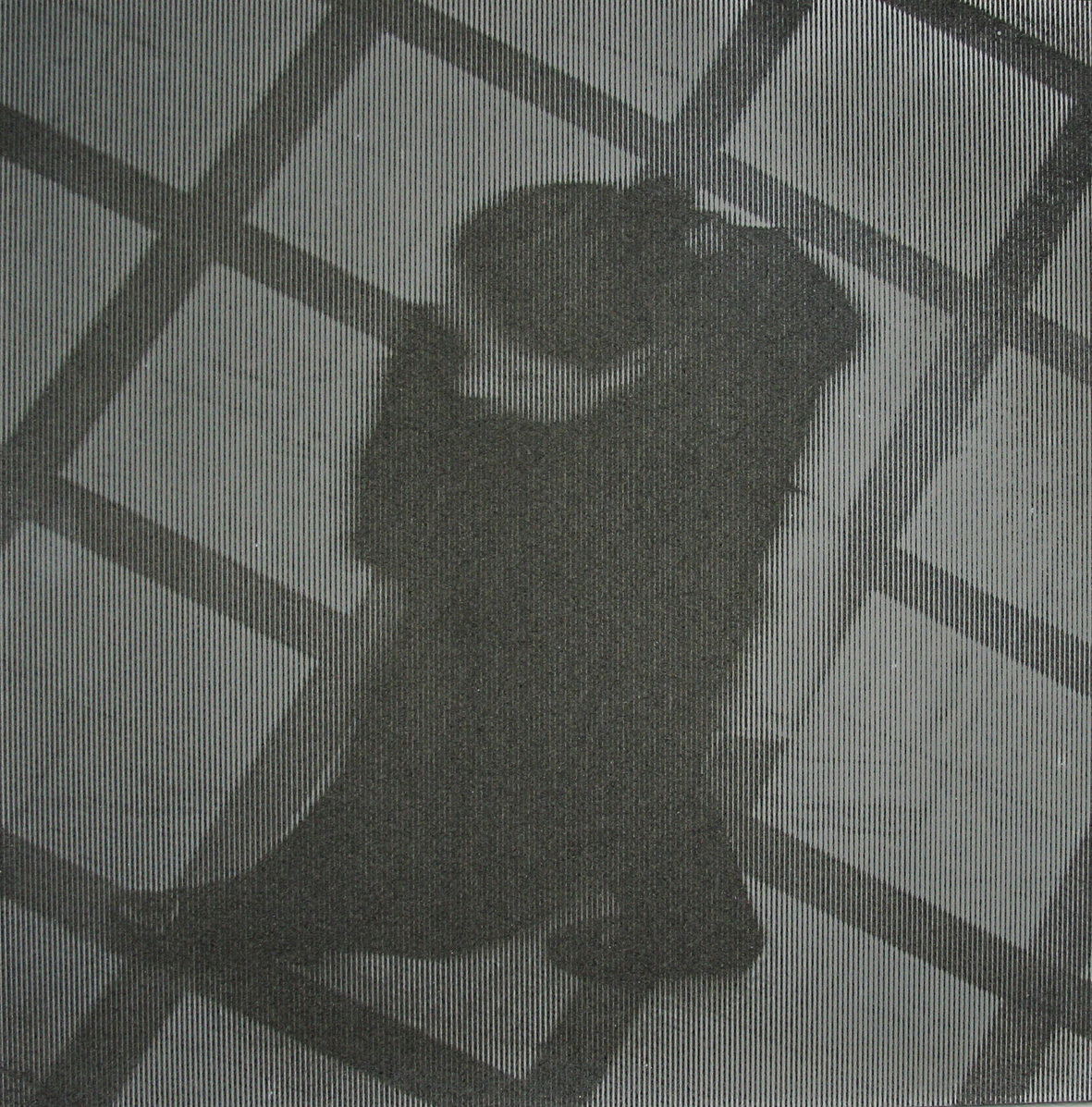
Konstverk i grafisk betong

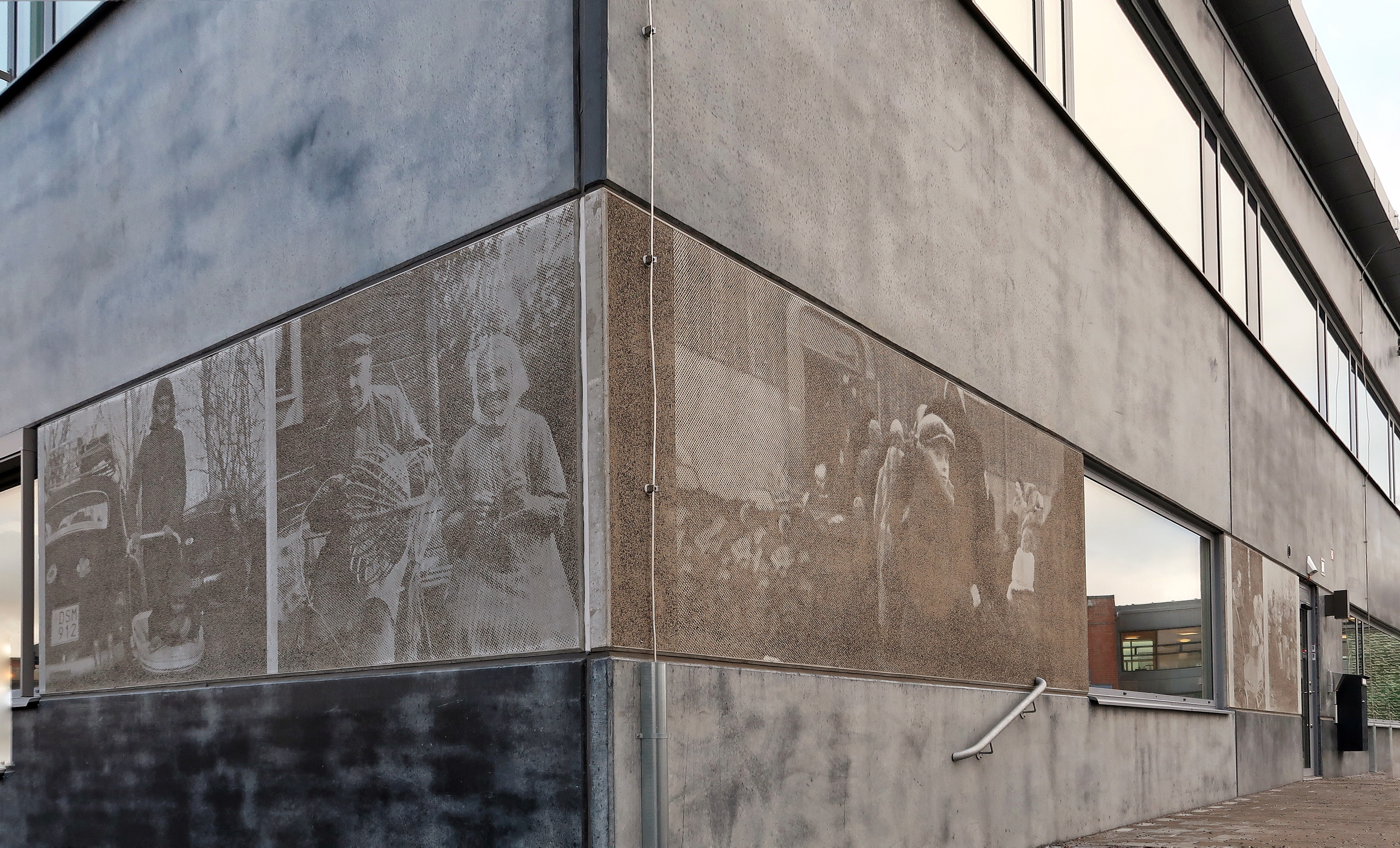
Sörmlands museum i Nyköping.

Grafisk betong är beteckningen för ett antal  grafiska metoder att överföra bilder eller mönster till betongytor.
Grafisk betong är en form av partiell friläggning som särskilt lämpar sig för offentlig konst eller arkitektoniska tillämpningar.
Bilden eller mönstret trycks på ett vatten- och kemikalieresistent underlag. Istället för färg används en så kallad ytretarder, en socker- eller syrabaserad kemikalie som förhindrar härdningsprocessen av betong. Vid gjutning placeras tryckarken i formen och betongen kommer i direkt kontakt med trycken. Efter härdning tas formen isär och betongelementet tvättas med högtryckstvätt varvid retarderrester och cement som inte härdat sköljs bort och en gravyr uppstår i betongytan. Friläggningsdjupet varierar beroende på retardertyp och betongsammansättning och är vanligen mellan 0,5 mm och 10 mm. 
Estetiska variabler för grafisk betong är dels kontrasten mellan slät formmotgjuten yta utan friläggning och färgen hos den frilagda ballasten men också valet av ballaststruktur och djupet i gravyren som åstadkommer en reliefverkan. De flesta typer av svartvita eller gråskalebilder kan användas som original. 
Metoden introducerades i Sverige av konstnären Mikael Göransson 1997. Den vidareutvecklades senare i samarbete med laboratorier i Frankrike och Tyskland för att fungera även för större industriella, arkitektoniska tillämpningar. Första integrerade tillämpningen i industriell produktion gjordes år 2003. 
Två varianter av grafisk betong, retarderbaserad fotogravyr och Betongintarsia finns beskrivna i Arkitekt Tage Hertzells standardverk Betongens yta, fjärde upplagan. Tekniken beskrevs även i SVT:s designprogram Bästa Formen hösten 2006.